# Żelazny Trójkąt

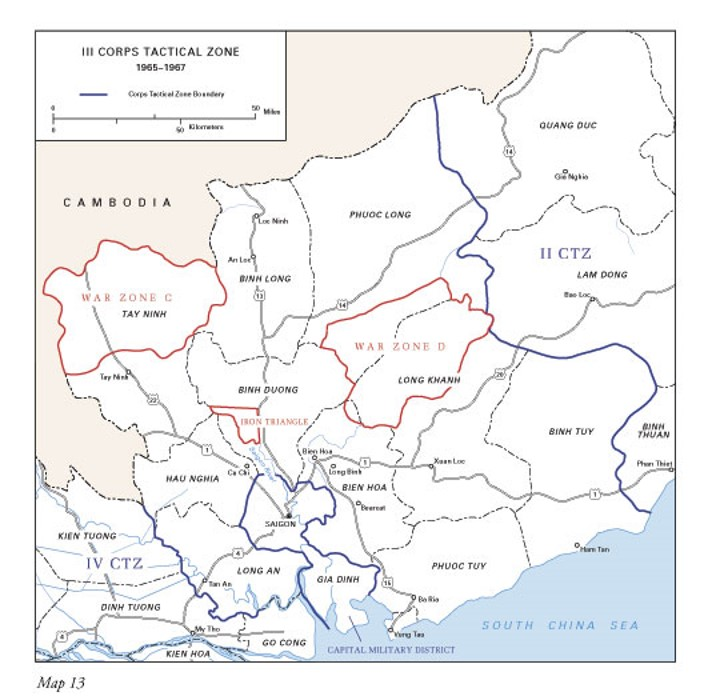
Mapa US Army wskazująca „strefy wojny” C, D oraz Żelazny Trójkąt

Żelazny Trójkąt (wiet. Tam Giác Sắt) – historyczny obszar o powierzchni 310 km² (120 mil²) w wietnamskiej prowincji Bình Dương. Nazwa „Żelazny trójkąt” pochodzi od systemu kryjówek, baz oraz twierdz Vietcongu w tym rejonie. Region znajdował się pod ciągłą kontrolą sił komunistycznych podczas wojny z Francuzami i pozostawał nim przez całą fazę amerykańskiego zaangażowania. Pomimo skoordynowanych wysiłków żołnierzy amerykańskich i południowowietnamskich w celu spacyfikowania regionu, kryjówki przetrwały do zakończena konfliktu w 1975 roku.

## Geografia
Żelazny Trójkąt znajdował się między rzeką Sajgon na zachodzie a rzeką Tinh na wschodzie, trasą nr. 13 na północy (40 km na północ od Sajgonu). Południowy wierzchołek kończył się 11 km od miasta Thủ Dầu Một. Niewielka odległość od stolicy Wietnamu Południowego była powodem do wzmożenia wysiłków w celu likwidacji przyczółku.
Terytoria wewnątrz Żelaznego Trójkąta były płaskie, pozbawione cech charakterystycznych i pokryte gęstymi zaroślami. Szczególnie w północnej części, polany były pokryte trawą słonia, wyższą niż przeciętny człowiek. Powierzchnia pokryta była licznymi lejami po bombach lotniczych i pociskach artyleryjskich, więc poruszanie się nawet dla pojazdów gąsienicowych było utrudnione. Ogromna sieć tuneli i okopów stanowiła miejsce krwawych walk podczas II wojny Indochińskiej.

## Historia

### I wojna wietnamska
Już podczas wojny z Francuzami Việt Minh korzystał z sieci ukrytych fortyfikacji i tuneli w całym rejonie jako przeciwwagę wobec siły militarnej Europejczyków. „Sieci” umożliwiły komunistycznym bojownikom ucieczkę z narażonego terytorium. 

### II wojna indochińska
Po wojnie tunele zostały rozbudowane. Z uwagi na zagrożenie bazy dla rządu w Sajgonie, Stany Zjednoczone rozpoczęły ofensywę wojskową w regionie jesienią 1966 i 1967 roku. W celu zniszczenia Żelaznego Trójkąta rozpoczęto aż trzy operacje wojskowe: operacja Attleboro, operacja Cedar Falls i operacja Junction City. Operacja Cedar Falls była szczególnie intensywnym atakiem z udziałem prawie 16 000 żołnierzy amerykańskich i 14 000 żołnierzy Armii Wietnamu Południowego. Działania zbrojne trwały dziewiętnaście dni, zginęło 72 Amerykanów i 720 bojowników. Mimo masowego ataku bombowcami B-52 oraz prób zniszczenia tuneli materiałami wybuchowymi, sztuczną powodzią i atakami „szczurów tunelowych” - tunele przetrwały. Amerykanie nie zdołali całkowicie zniszczyć systemu tunelów Vietcongu, który był budowany przez ponad dwie dekady.

## Literatura
- James Pickney Harrison: The Endless War: Fifty Years of Struggle in Vietnam. Nowy Jork: The Free Press, 1982. Brak numerów stron w książce
- Wilbur H. Morisson: The Elephant and the Tiger: The Full Story of the Vietnam War. Nowy Jork: Hippocrene Books, 1990. Brak numerów stron w książce
- Robert D. Schulzinger: A Time for War: The United States and Vietnam 1941–1975. Nowy Jork: Oxford University Pres, 1997. Brak numerów stron w książce
- Truong Nhu Tang: A Vietcong Memoir. Orlando: Harcourt Brace Jovanovich, 1985. Brak numerów stron w książce
- Map of the Iron Triangle. [dostęp 2020-11-18].
- Lawrence M. Greenberg: Jungle Eaters & Rome Plow Companies. [dostęp 2020-11-18].